# 增田口站
增田口站（日语：／ Mashidaguchi eki */?）是位於愛知縣西春日井郡清洲町廻間（現時：清須市），名古屋鐵道名古屋本線的車站。
車站名稱增田，是取自中島郡大里村增田（現時：稻澤市增田）。但是車站位於西春日井郡清洲町廻間（現時：清須市廻間）。廻間是前大里村的一部分，在1909年（明治42年）分離，編入清洲町。

## 歷史
- 1928年（昭和3年）2月3日 - 西清洲站（現時：新清洲站）至國府宮站之間開通，此站啟用[1]。
- 1944年（昭和19年） - 由於戰況惡化使車站暫停營業。
- 1967年（昭和42年）4月15日 - 車站被廢除。

## 相鄰車站
所屬路線與相鄰車站取自營業時代。
名古屋鐵道
名岐線
特急、急行
通過
普通
西清洲－增田口－大里

## 注腳